# Rare Flight
Rare Flight je kompilační album americké rockové skupiny Iron Butterfly, vydané ke 40. výročí společnosti Atlantic Records. Tato kompilace obsahuje písně Iron Butterfly z jejich prvního a třetího alba: Heavy (1968) a Ball (1969).

## Seznam skladeb
| Pořadí | Název                    | Délka |
| ------ | ------------------------ | ----- |
| 1.     | Possession               |       |
| 2.     | Unconscious Power        |       |
| 3.     | Get Out of My Life Woman |       |
| 4.     | Gentle as It May Seem    |       |
| 5.     | You Can't Win            |       |
| 6.     | So-Lo                    |       |
| 7.     | Look for the Sun         |       |
| 8.     | Fields of Sun            |       |
| 9.     | Stamped Ideas            |       |
| 10.    | Iron Butterfly Theme     |       |
| 11.    | In the Time of Our Lives |       |
| 12.    | Soul Experience          |       |
| 13.    | Lonely Boy               |       |
| 14.    | Real Fright              |       |
| 15.    | In the Crowds            |       |
| 16.    | It Must Be Love          |       |
| 17.    | Her Favorite Style       |       |
| 18.    | Filled with Fear         |       |
| 19.    | Belda Beast              |       |

- Skladby 1-10 – 1968
- Skladby 11-19 – 1969

## Obsazení
- Doug Ingle – zpěv, klávesy (všechny skladby)
- Danny Weis – kytara (skladby 1-10)
- Darryl DeLoach – zpěv, tamburína, perkuse (skladby 1-10)
- Jerry Penrod – basová kytara (skladby 1-10)
- Ron Bushy – bicí (všechny skladby)
- Erik Brann – kytara, zpěv (skladby 11-19)
- Lee Dorman – basová kytara, zpěv (skladby 11-19)